# Rue du Général-de-Gaulle (Laval)
Pour les articles homonymes, voir rue du Général-de-Gaulle.
La rue du Général-de-Gaulle est une voie du centre-ville de la commune française de Laval, en France.

## Situation et accès
Elle part de la place du 11-Novembre et se dirige vers l'ouest. Elle est prolongée par la rue de Bretagne.

## Origine du nom
Cette voie porte le nom du militaire, résistant, homme d'État et écrivain français Charles de Gaulle (1890-1970).

## Historique
Cette rue est dénommée à l'origine « rue de Joinville », en honneur à François d'Orléans, prince de Joinville, qui la visite peu après son achèvement.
Elle fait partie de la « grande traverse », un axe long de plus de 1 500 mètres qui traverse le centre de Laval d'est en ouest. Cet axe est proposé en 1758 pour créer un évitement au nord de la ville médiévale et ainsi faciliter à la fois le franchissement de la Mayenne, grâce à un nouveau pont, et la traversée de la ville, située sur la route entre Paris et la Bretagne. Les rues projetées traversent des terrains de blanchisseurs, et leur opposition entraîne l'abandon du projet. Celui-ci est repris en 1804 et le nouveau pont est achevé en 1824. La rue du Général-de-Gaulle, qui correspond à environ un quart de la « grande traverse », est lotie après l'aménagement de la place du 11-Novembre, qui fait elle aussi partie du projet de la grande traverse.